# (3340) Yinhai
(3340) Yinhai – planetoida z grupy pasa głównego asteroid okrążająca Słońce w ciągu 3 lat i 124 dni w średniej odległości 2,23 j.a. Została odkryta 12 października 1979 roku w Obserwatorium Astronomicznym Zijinshan w Nankinie. Nazwa planetoidy pochodzi od miasta Yinhai, położonego na wyspie Hailing na Morzu Południowochińskim. Przed nadaniem nazwy planetoida nosiła oznaczenie tymczasowe (3340) 1979 TK.